# 珀西亚
珀西亚（英語：Persia）是位于美国纽约州卡特罗格斯县的一个镇，地处卡特罗格斯县的西北部。2010年美国人口普查时，该镇有2404人。最初的定居者于1812年左右到达此地。1835年，珀西亚镇从佩里斯堡镇分出。